# يربعام الثاني
يربعام الثاني (بالعبرية: יָרָבְעָם‏)، (باليونانية: Ἱεροβοάμ)‏، (باللاتينية: Hieroboam/Jeroboam)‏ هو الملك الثالث عشر لمملكة إسرائيل الشمالية القديمة، والتي حكمها لمدة واحد وأربعين سنة في القرن الثامن قبل الميلاد. كانت عهده معاصرًا لعهد ملوك يهوذا أمصيا وعزيا.
قام وليام أولبرايت بتأريخ حكمه في الفترة من 786 إلى 746 قبل الميلاد، في حين يأرخها إدوين ثيلي في الفترة من 793 إلى 753 قبل الميلاد.
انتصر يربعام على الآراميين، غزا دمشق، ومدد مملكة إسرائيل إلى حدودها السابقة من حماة إلى البحر. تسلط على مملكة سليمان كلها ما عدا مملكة يهوذا، جعل المملكة الشمالية تزدهر ويعم فيها الرخاء في أيامه. يصغفه الكتاب العبري أنه نشر عبادة الأوثان والظلم والترف.